# Montigny-aux-Amognes
Montigny-aux-Amognes este o comună în departamentul Nièvre din centrul Franței. În 2009 avea o populație de 547 de locuitori.

## Evoluția populației
| An        | 1975 | 1982 | 1990 | 1999 | 2006 | 2009 |
| --------- | ---- | ---- | ---- | ---- | ---- | ---- |
| Populație | 338  | 448  | 498  | 515  | 545  | 547  |